# 테일러 윌리
테일러 와일리(Taylor Wily, 영어 발음: /ˈwaɪli/, 1968년 6월 14일~2024년 6월 20일)는 미국의 리키시, 배우, 텔레비전 배우이자, 전직 스모 선수이자 종합 격투기 선수이다. 그는 하와이 라이에 출신이며 미국령 사모아 출신이다. 그는 하와이 파이브-0에서 카메코나 투푸올라 역을 되풀이하는 것으로 일반적으로 알려져 있다. 그는 또한 매그넘, P.I에서 반복 출연했다.

## 경력
1987년 3월, 윌리는 또 다른 하와이인인 전 세키와케 타카미야마 다이고로(Takamiyama Daigorō)에 채용되어 타마키야마가 전년에 설립한 아즈마제키 스테이블에 합류했다. 그의 스모 이름은 다카미쿠니의 시코나(shikona)였다. 첫 14번의 공식 시합에서 무패를 기록했으며 2년 연속 토너먼트 챔피언십에서 우승했다. 몸무게가 거의 200kg에 달하는 그는 스모에서 가장 큰 레슬링 선수 중 한 명이었다. 1988년 3월, 그는 세 번째로 높은 마쿠시타 디비전으로 승격되었고, 해당 디비전에서 우승을 차지한 최초의 외국 태생 레슬링 선수가 되었다. 같은 달에 하와이 출신의 미래 요코즈나 아케보노 타로가 아즈마제키 스테이블에 합류했다. 마구간 최고의 레슬링 선수인 그는 아케보노의 멘토였으며 일본 생활에 적응하는 방법에 대해 조언을 해주었다. 1989년 3월 타카미쿠니는 사상 최고 순위 인 마쿠시타 2에 도달했으며 엘리트 주료(jūryō) 순위 레슬링 선수와 두 번의 시합을 벌였다. (그 중 한 명인 겐지 토류는 전 세키와케였음) 타카미쿠니는 결코 세키토리 지위에 도달하지 못했다. 그는 다음 토너먼트에 참가하지 않았고 무릎 문제로 1989년 7월 스모에서 은퇴했다.

## 출연 작품

### 영화
- 사랑이 어떻게 변하니? (2008)

### 텔레비전
- 하와이 파이브-0 (2010-20)